# Counter-Strike: Source
Counter-Strike: Source (w skrócie CS:S) – taktyczny first-person shooter stworzony przez Valve na silniku graficznym Source, remake gry Counter-Strike. Wersja beta udostępniona została w sierpniu 2004 roku, a premiera właściwej wersji odbyła się 7 października 2004 na platformie Steam. CS:S był jednym z elementów niektórych edycji gry Half-Life 2, a następnie został wydany osobno w zestawie z grami Day of Defeat: Source i Half-Life 2: Deathmatch.